# Tomáš Salomon
Tomáš Salomon (* 1. března 1966) je český bankéř a investor. Od roku 2016 je předsedou představenstva České spořitelny a od roku 2023 viceprezidentem (v letech 2020 až 2023 prezidentem) České bankovní asociace. V letech 2020–2022 byl členem Národní ekonomické rady vlády (NERV). Byl opakovaně zvolen českým Bankéřem roku (2018, 2020, 2021).  
V roce 2021 u příležitosti výročí 17. listopadu 1989 spoluinicioval spolu s Martinem Vohánkou, Martinem Wichterlem a Radkem Špicarem nezávislou iniciativu Druhá ekonomická transformace, v níž 32 podnikatelů a manažerů vyzvalo stát i společnost k akceleraci tzv. druhé české ekonomické transformace (s odkazem na první Ekonomickou transformaci Česka v devadesátých letech) s cílem pomoci změnit Česko ve společnost postavenou na udržitelné ekonomice s vysokou přidanou hodnotou a schopnou úspěšně soutěžit s nejvyspělejšími státy světa.
Dne 16. června 2023 byl zvolen prvním  viceprezidentem České bankovní asociace, ve funkci předsedy organizace jej nahradil dosavadní první místopředseda Jan Juchelka.
V oblasti bankovních a finančních služeb působí Tomáš Salomon na exekutivních pozicích v Česku i v zahraničí již takřka tři dekády. V letech 2013–15 byl členem představenstva Slovenské spořitelny, předtím na Slovensku vedl v pozici generálního ředitele Poštovní banku. Byl zakladatelem a investorem start-upu Mopet, který spustil službu Mobito, první systém mobilních plateb v Česku. Stál také v čele české pobočky GE Capital a působil v představenstvu GE Capital. V devadesátých letech vedl prodej PepsiCO v ČR. Svou kariéru začal jako podnikatel a spolumajitel restaurace "Penguins", první steak house restaurace v Praze.  
Tomáš Salomon pochází z Ostravy a úspěšně vystudoval Fakultu ekonomiky služeb a cestovního ruchu Ekonomické univerzity v Bratislavě, kde mu byl udělen titul Ing. Je ženatý a má dospělou dceru a syna.  